# Wemlighausen

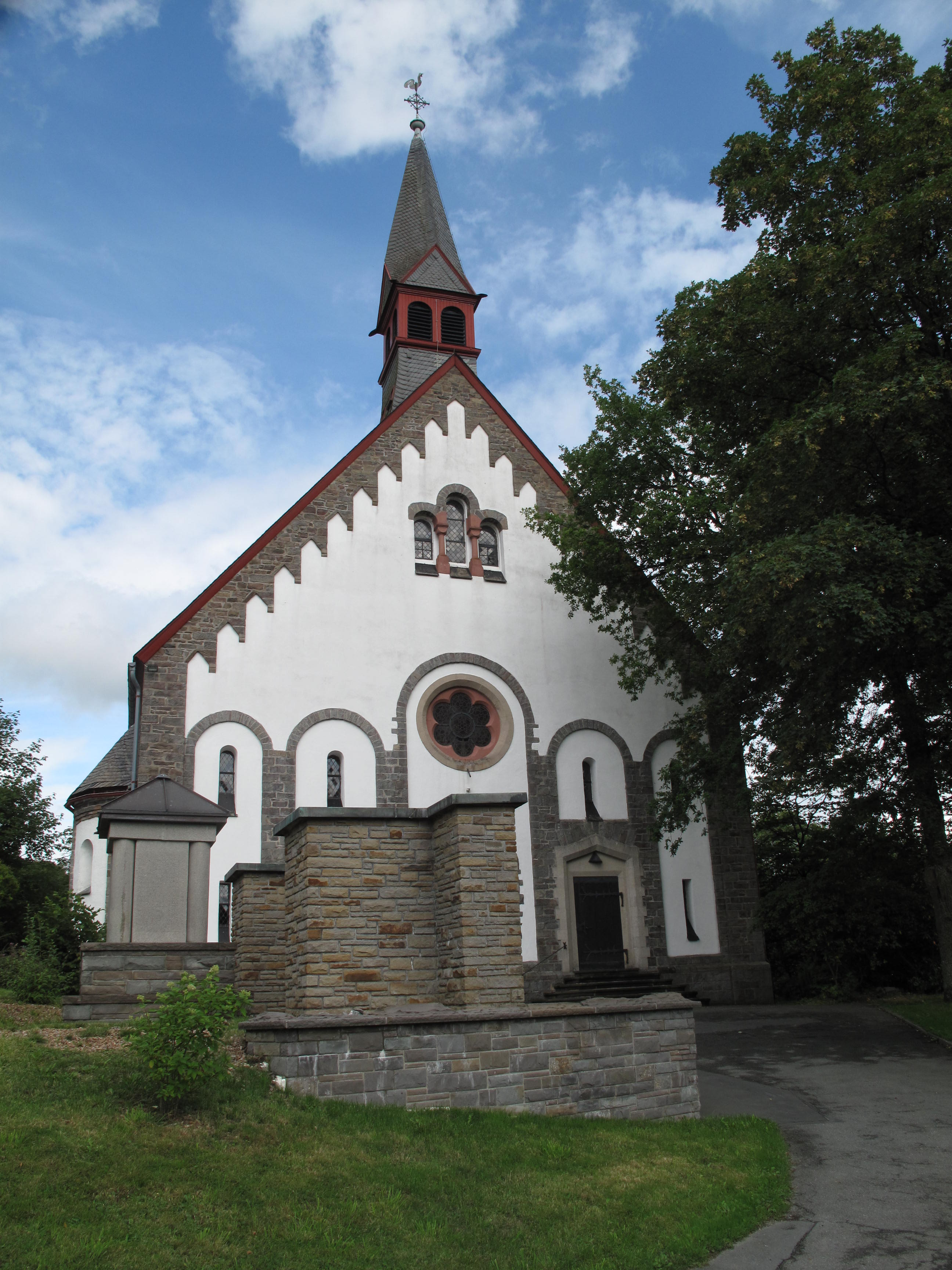
Wemlighausen, kapel

Wemlighausen is een plaats in de Duitse gemeente Bad Berleburg, deelstaat Noordrijn-Westfalen, en telt 762 inwoners (2007).